# HGe 2/2
Az HGe 2/2 a Matterhorn-Gotthard-Bahn vasút egyik 1000 mm-es nyomtávolságú, B zz tengelyelrendezésű, 11 kV 16,7 Hz váltakozó áramú villamosmozdony-sorozata. 1915-ben gyártotta a BBC és az SLM. Összesen négy db készült belőle.